# Биржевой крах

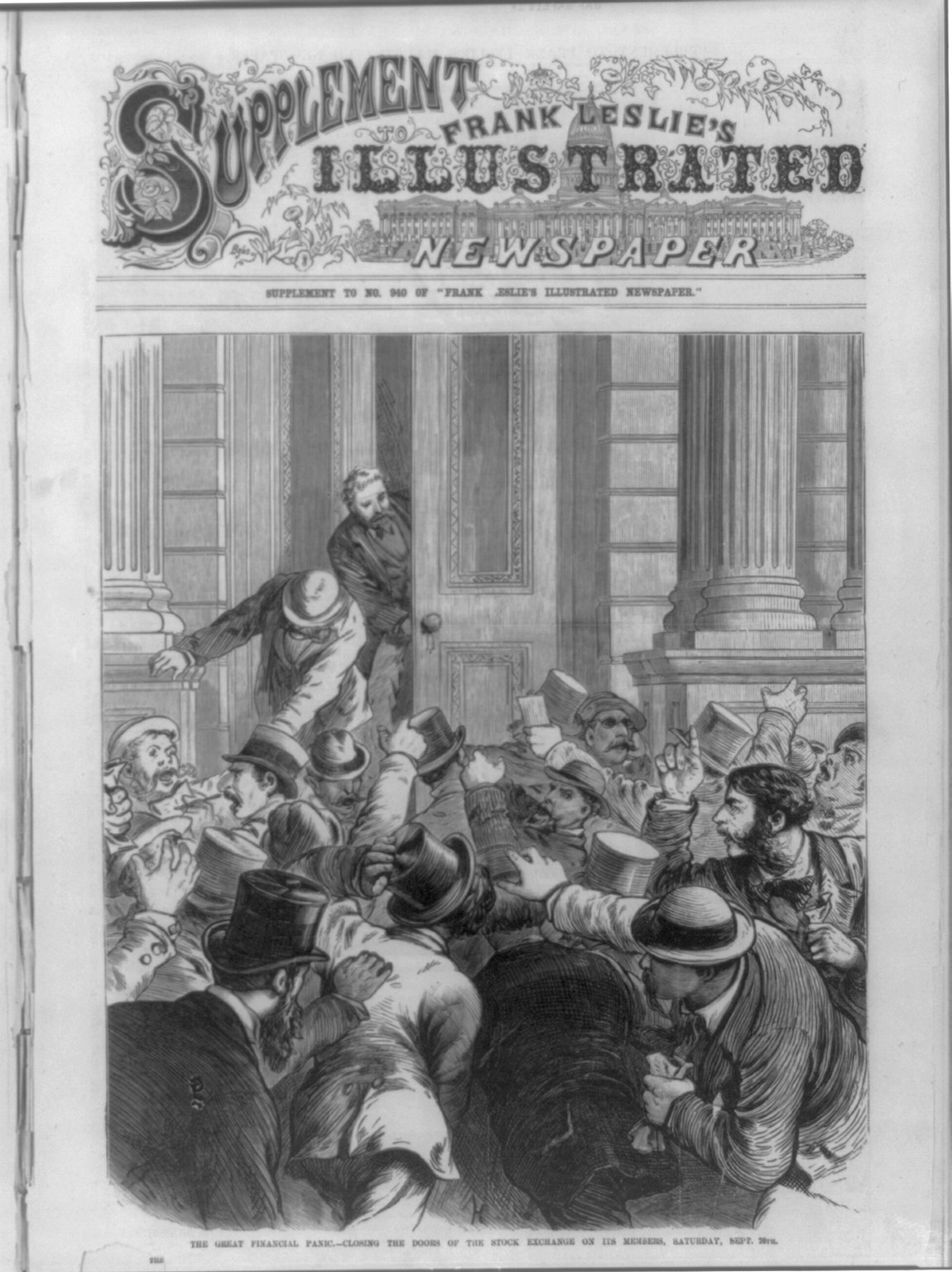
Двери фондовой биржи закрываются для её членов

Биржевой крах — обвальное падение курсов акций на фондовых биржах. Наряду с различными экономическими факторами, причиной биржевых крахов является также паника. Биржевыми крахами зачастую заканчиваются спекулятивные экономические пузыри.
Не существует строгого определения краха биржи, термин зачастую применяется для обозначения резких падений биржевых индексов на десятки процентов в течение нескольких дней. От тривиального нисходящего тренда (Bear market) крах отличают по паническим продажам и резким, драматическим снижениям цен, которые затем сохраняются в течение месяцев.

## Известные крахи

### Биржевой крах 1825 года
К 1825 году на Лондонской фондовой бирже начались спекуляции. Крах фондового рынка наступил в октябре, а в декабре того же года возникла банковская паника, которая распространилась на континент. В стране начались банкротства. Банк Англии не предпринимал никаких шагов для прекращения паники.

### Биржевой крах 1836 года
В 1836 году Банк Англии стал поднимать учётную ставку. Это действие стало ответом на ситуацию, при которой произошло сокращение международных золотых резервов. К этому привел отток капитала в США и неурожай кукурузы. Крах фондового рынка произошел в декабре 1836 года.

### Биржевой крах 1869 года
В конце 1869 года котировки ценных бумаг на Санкт-Петербургской бирже стали резко падать — на рынке началась паника, охватившая впоследствии все биржи. «Санкт-Петербургские ведомости» отмечали причиной в том числе внебиржевую игру на так называемой Демутовой бирже.

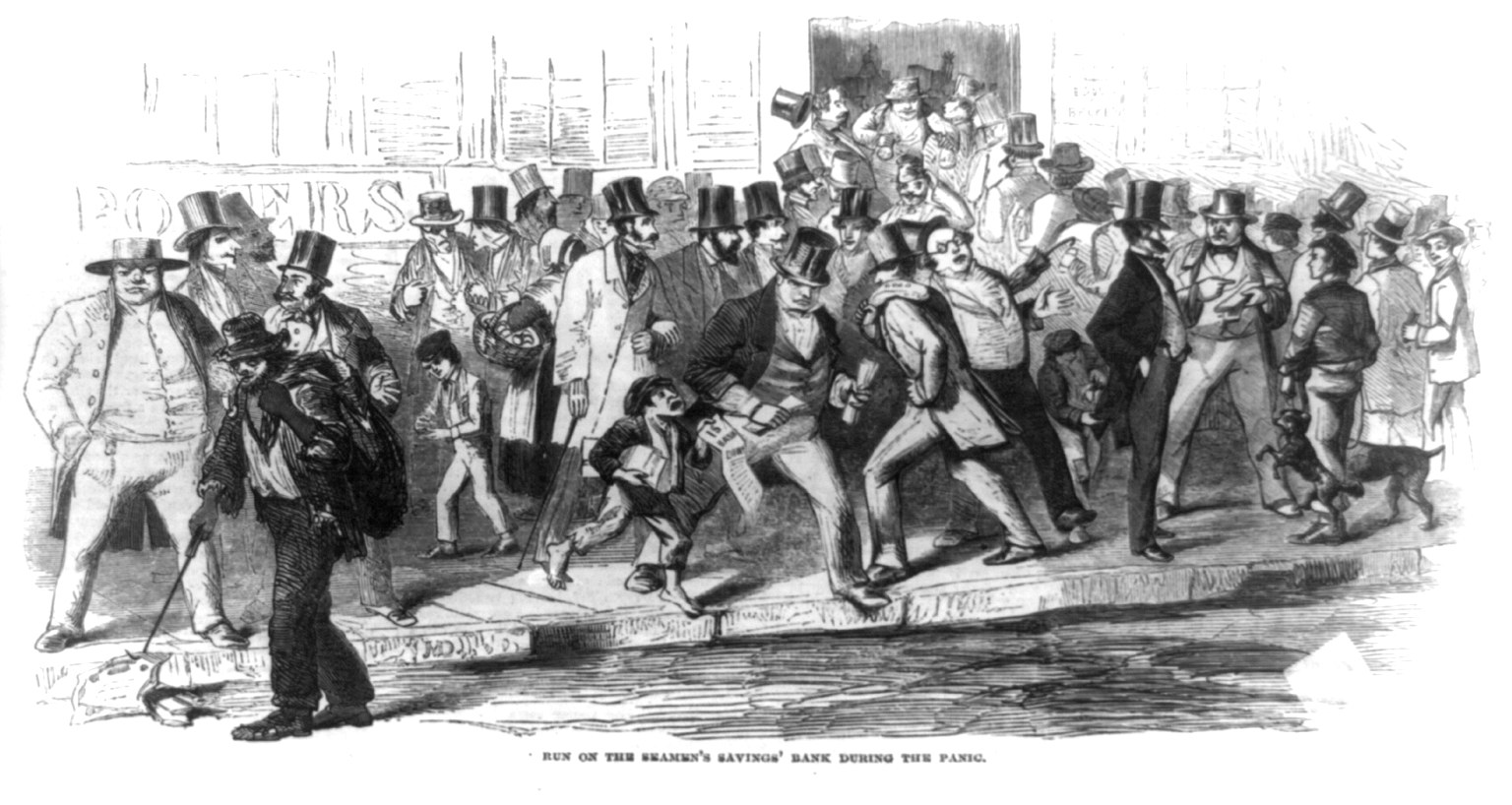
Паника охватила участников Нью-Йоркской фондовой биржи, 1857 год

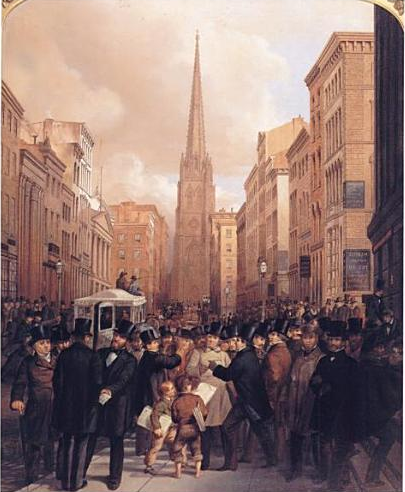
Паника 1857 года на бирже в Нью-Йорке. На изображении в толпе людей — Джейкоб Литтл (англ.Jacob Little) и Корнелиус Вандербильт (англ. Cornelius Vanderbilt)

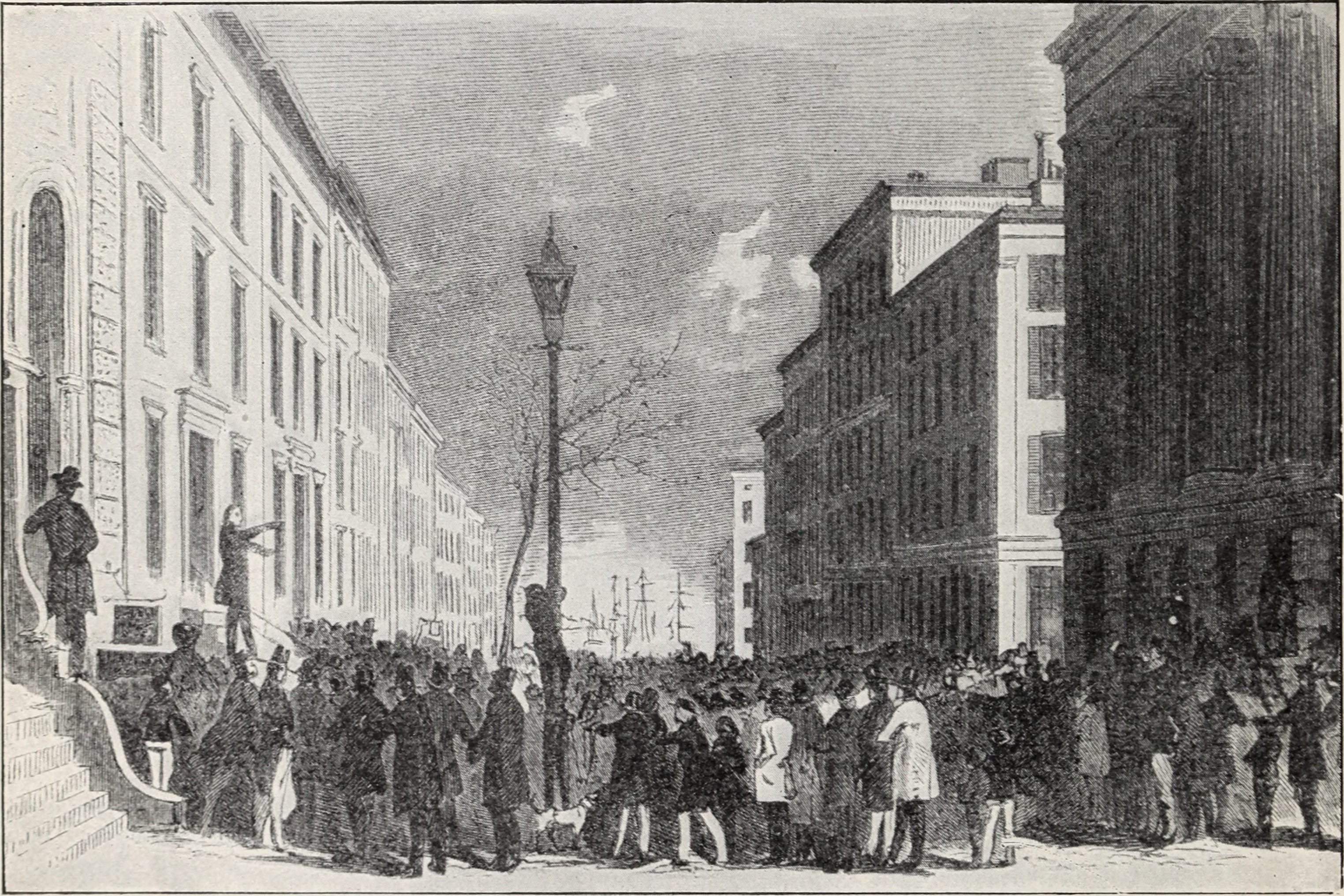
1857 год, Нью-Йорк

### Биржевой крах 1873 года

Биржевой крах 1873 года. Люди неподалёку от фондовой биржи, после её закрытия

Биржевой крах 1873 года задел Цюрих, Амстердам и Вену, затем было падений акций на Нью-Йоркской фондовой бирже.

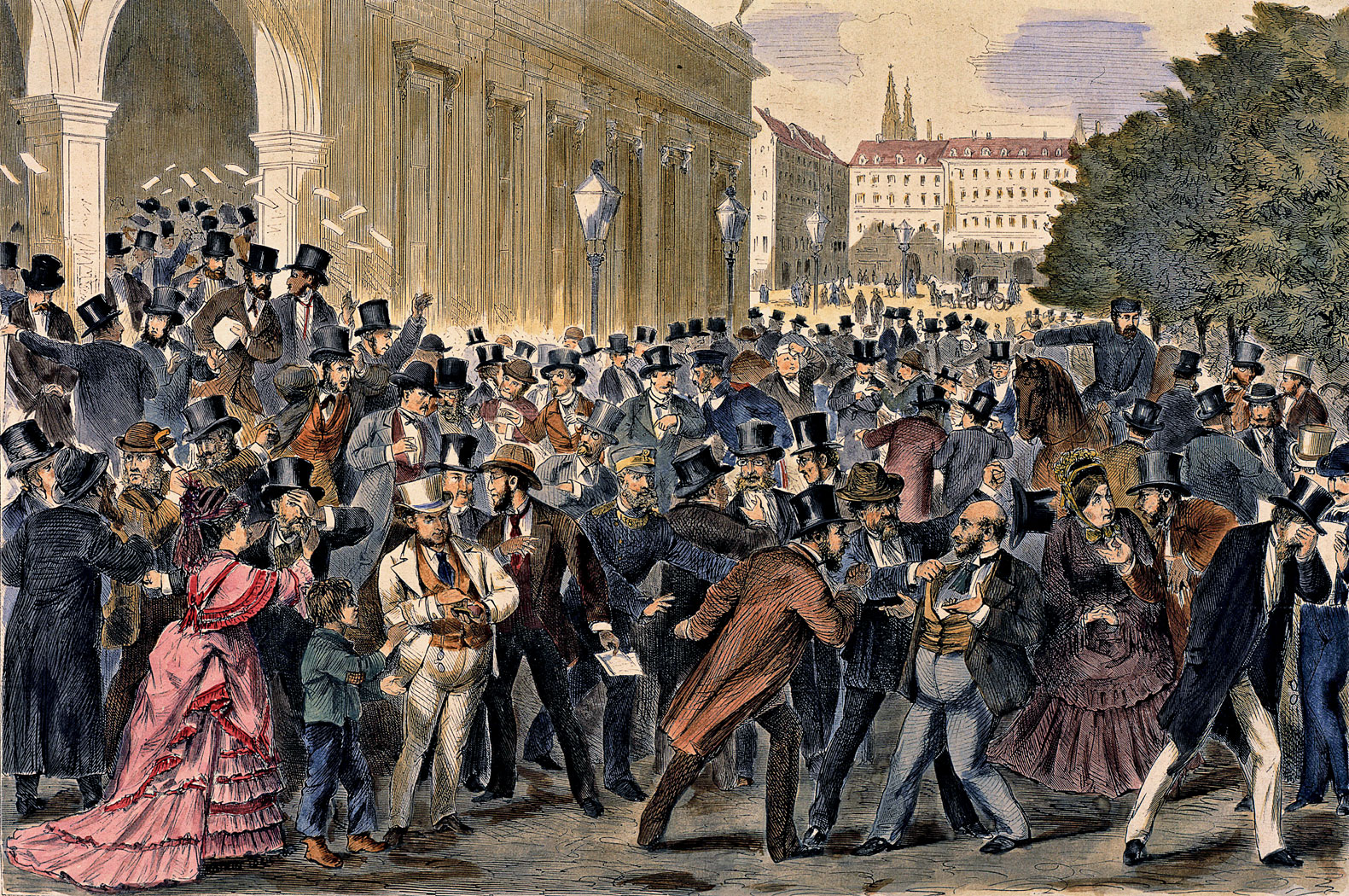
Черная пятница на Венской фондовой бирже. 1873 год

### Биржевой крах 1929 года
Биржевому краху октября 1929 года в США предшествовало несколько факторов. В начале 1920-х годов в США начался небывалый экономический подъём. Ему способствовало развитие автомобильной промышленности, авиационной, химической и электротехнической отраслей. За период 1925—1929 годов были построены асфальтированные дороги, протяженностью в 50 тысяч километров. В 1921—1928 годах в США построили около 3 миллиона новых домов, потратив на это от 17 до 30 миллиардов долларов. В США очень быстро увеличивались продажи частных домов и электроприборов. В этот же период банки стали агрессивно играть на биржах, держателей акций стало намного больше. К 1929 году как минимум 1 миллион американцев играли на бирже. На биржах стали применять индекс Доу-Джонса, увеличилось количество трастовых компаний. Изменилось отношение к потребительскому кредиту. В финансовой истории США в качестве самого яркого примера биржевого «пузыря» можно считать биржевой пузырь перед 1929 годом. Биржевые котировки росли благодаря перспективам: в массовое потребление вошли самолёты, автомобили, радио. Но при этом, источник этого роста был спекулятивным. Индекс Доу-Джонса за 1922 — осень 1929 года вырос в 4 раза. Когда 3 сентября 1929 года индекс достиг пика в 381 пункт, биржу стало лихорадить. Нью-Йоркские банкиры пробовали поддерживать курс скупкой акций. На какое-то время это остановило индексы от роста, но при этом, к их спаду это также не привело. Одни специалисты утверждали, что рынок теперь вышел на высокое плато, другие, что акции будут расти дальше. В 1924 году Людвиг фон Мизес предсказывал неминуемость краха. Но курсы стали обваливаться только 24 октября 1929 года. Заявления президента Герберта Гувера и некоторых экономистов, которые старались успокоить ситуацию, не помогли, потому что вскоре произошел ещё более сильный обвал, который вызвал биржевую панику.
В эти дни началась Великая депрессия. Биржевой крах повлиял на экономическую и социальную сферу. За какое-то время до этого, продажа акций в кредит получила большое распространение. Когда начался внезапный обвал котировок на фондовом рынке, это породило слухи о биржевых крахах и банковских крахах. Акционеры, не стали ждать, пока их акции полностью обесценятся и сбрасывали их, также спешили снять наличные деньги со счетов. К банкам выстраивались длинные очереди. Так биржевой крах привел к банковскому кризису. 
Биржевой крах привел к банкротству многие компании. Предприятия останавливали свою работу, увеличилось количество безработных. В 1930 году в США уже было 4 миллиона безработных. Президент Гувер и некоторые бизнесмены пытались остановить усиление кризиса, повлияв на биржу определёнными действиями. В декабре 1929 года президент США собрал конференцию из 400 бизнесменов, и выступил перед ними с программой капитального строительства, которая была рассчитана на 1930 год. Он обещал, что правительство вложит деньги в строительство, говорил о сокращении подоходного налога. Предприниматели заявили, что не будут увольнять рабочих или снижать им зарплату. 1 мая 1930 года Гувер сообщил, что кризис миновал, но в этом же месяце произошел новый биржевой крах. В результате Гувер отказался вмешиваться в ситуацию с середины 1930 по середину 1931 года.

### Биржевой крах 1987 года
19 октября 1987 года произошло резкое падение индекса Доу-Джонса, когда он уменьшился на 22 %, завершив 5-летний период роста курсов акций.[значимость факта?]

### Биржевой крах 2008 года
16 сентября 2008 года банкротство крупных финансовых учреждений в США, произошедшее в первую очередь из-за большого количества выданных ими ипотечных кредитов [несогласованное предложение]. Кризис быстро приобрёл глобальный характер. Было объявлено банкротство ряда банков в Европе и резкое снижение стоимости акций по всему миру. Развал банковской системы Исландии привёл к девальвации исландской кроны и грозил правительству дефолтом. Исландия получила экстренный кредит от Международного валютного фонда в ноябре. В США в 2008 году обанкротились пятнадцать банков, в то время как банки некоторых других стран были спасены благодаря вмешательству правительства. 11 октября 2008 года глава Международного валютного фонда (МВФ) предупредил, что мировая финансовая система находится на грани системного обвала. 24 октября 2008 года на многих мировых фондовых биржах произошло наихудшее падение за всю историю: по большинству индексов оно составило около 10 %.
Однако некоторые эксперты отказывались признавать такое состояние рынков крахом и выдвигали предположение о том, что заявления о крахе имели своей целью манипулирование общественным сознанием и создавали впечатление более значительной депрессии.